# 국제식품농업호텔식당케이터링담배가맹노동자협회연합
국제식품농업호텔식당케이터링담배가맹노동자협회연합(영어: International Union of Food, Agricultural, Hotel, Restaurant, Catering, Tobacco and Allied Workers' Associations; IUF)는 국제 노동조합 연맹체 가운데 하나다. 다양한 업종에서 가맹을 받지만 상당수는 식품가공 관련 업종이다.
1920년에 국제제빵제과요리가맹노동자협회연맹과 국제육류노동자연맹, 국제양조노동자연맹 이렇게 3개 국제노련이 합병해서 만들어졌다. 출범 당시 명칭은 국제식품가맹노동자협회연합(International Union of Food and Allied Workers' Associations; IUFAWA)이었다. 1950년까지 유럽 모든 나라에 지부가 생겼고, 1950년대 이후 전세계적으로 확대되었다.
1958년 국제담배노동자연맹이 합병되면서 국제식품음료담배노동자협회연합(International Union of Food, Drinks and Tobacco Workers' Associations)이라고 개칭했다. 1961년 국제호텔식당주장노동자연합이 합병되면서 국제식품농업호텔식당담배가맹노동자협회연합(International Union of Food, Agricultural, Hotel, Restaurant, Tobacco and Allied Workers' Associations)이 되었다. 1978년까지 전세계적으로 210만 명의 조합원을 거느렸다.
1980년대에는 과테말라에서 노조 지도자들이 암살당하면서 이에 대응하여 반(反)코카콜라 투쟁을 하였다. 1994년 국제농장농업가맹노동자연맹이 합병되면서 현재의 이름이 되었다.